# Vânători - Neamț (sit SCI)
Vânători - Neamț este o arie protejată (arie specială de conservare — SAC, sit de importanță comunitară — SCI) din România, desemnată în scopul protejării biodiversității și menținerii într-o stare de conservare favorabilă a florei spontane și faunei sălbatice, precum și a habitatelor naturale de interes comunitar aflate în arealul zonei de protecție. Aceasta este întinsă pe o suprafață de 30.196,6 ha, integral pe uscat.

## Localizare
Situl se întinde pe teritoriile administrative ale județelor Neamț (Agapia, Bălțătești, Brusturi, Crăcăoani, Pipirig, Răucești, Târgu Neamț, Vânători-Neamț) și Suceava (Boroaia). Centrul sitului Vânători - Neamț este situat la coordonatele 47°10′27″N 26°12′02″E / 47.174203°N 26.200442°E.

## Înființare
Situl Vânători - Neamț (ROSCI0270) a fost declarat sit de importanță comunitară în decembrie 2007 pentru a proteja 4 specii de plante și 14 specii de animale. Situl a fost protejat și ca arie specială de conservare în mai 2022.

## Biodiversitate

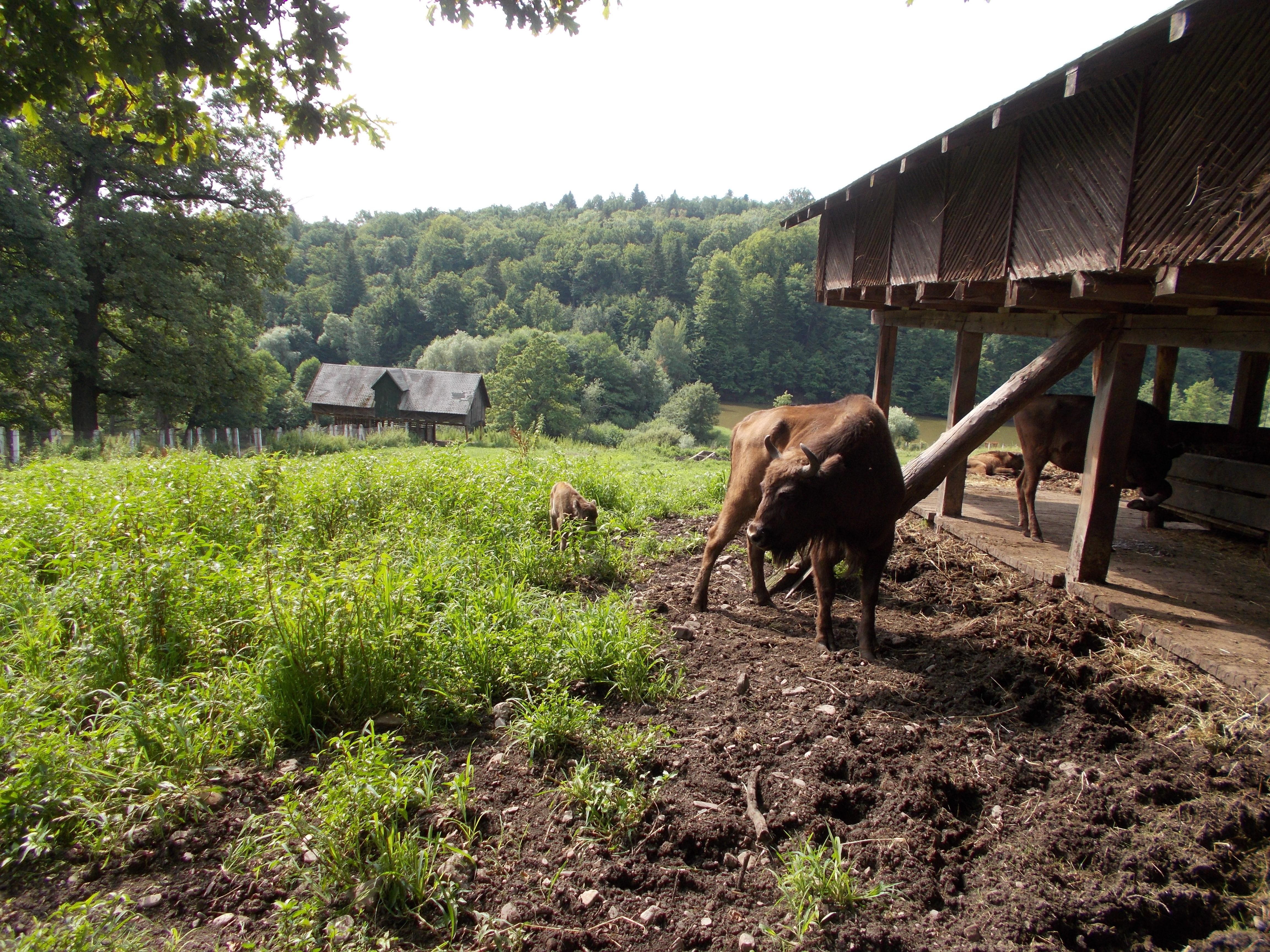
Zimbru (Bison bonasus) în arealul sitului

Situată în ecoregiunile alpină și continentală, aria protejată conține 14 habitate naturale: Râuri de munte și vegetația lor lemnoasă cu Myricaria germanica, Râuri de munte și vegetația lor lemnoasă cu Salix elaeagnos, Fânețe de joasă altitudine (Alopecurus pratensis, Sanguisorba officinalis), Fânețe montane, Păduri de fag Luzulo-Fagetum, Păduri de fag Asperulo-Fagetum, Păduri de fag din Europa Centrală dezvoltate pe sol calcaros cu Cephalanthero-Fagion, Păduri de stejar și carpen Galio-Carpinetum, Păduri aluvionare cu Alnus glutinosa și Fraxinus excelsior (Alno-Padion, Alnion incanae, Salicion albae), Păduri mixte riverane de Quercus robur, Ulmus laevis și Ulmus minor, Fraxinus excelsior sau Fraxinus angustifolia, de-a lungul marilor râuri (Ulmenion minoris), Păduri de fag dacice (Symphyto-Fagion), Păduri de stejar și de carpen dacice, Formațiuni ierboase bogate în specii de Nardus, dezvoltate pe substraturi silicioase în zone montane (și în zone submontane, în Europa continentală), Liziere de ierburi înalte hidrofile de câmpie și de nivel montan până la alpin.
La baza desemnării sitului se află mai multe specii protejate:
- plante (4): clopțelul cu frunze de crin (Adenophora lilifolia), Campanula serrata, papucul doamnei (Cypripedium calceolus), moșișoare (Liparis loeselii)
- amfibieni (3): izvoraș-cu-burta-galbenă (Bombina variegata), triton cu creastă (Triturus cristatus), Triturus montandoni
- mamifere (6): zimbru (Bison bonasus), lupul (Canis lupus), râs eurasiatic (Lynx lynx), liliac cu urechi mari (Myotis bechsteinii), liliacul mic cu potcoavă (Rhinolophus hipposideros), urs brun (Ursus arctos)
- nevertebrate (3): croitorul mare al stejarului (Cerambyx cerdo), Euplagia quadripunctaria, Pholidoptera transsylvanica
- pești (2): moioagă (Barbus petenyi), câră (Sabanejewia balcanica)

Pe lângă speciile protejate, pe teritoriul sitului au mai fost identificate 59 de specii de plante, 6 specii de amfibieni, 3 specii de mamifere, 3 specii de pești, 3 specii de reptile.